# Каджарский Иран
Каджа́рский Ира́н (listenо файле), (известный как Каджарская Персия (перс. شاهنشاهی قاجار‎ Šāhanšāhi-ye Qājār), Каджарская империя, официальное название Верховное государство Иран (перс. دولت علیّه ایران‎ Dowlat-e 'Aliyye-ye Irân), а также известное как Охраняемые владения Ирана (перс. ممالک محروسه ایران‎ Mamâlek-e Mahruse-ye Irân)) — персидское государство, империя, управляемая династией Каджаров, которая имела тюркское происхождение и происходила из одноимённого племени каджаров, государство просуществовало с 1789 по 1925 год. 
Каджары взяли полный контроль над Персией в 1794 году, свергнув Лотф Али-шаха, последнего шаха династии Зенды, и вновь утвердили суверенитет Персии над значительной частью Кавказа. В 1796 году Ага Мохаммад шах Каджар с лёгкостью захватил Мешхед, положив конец династии Афшаридов, и Мохаммад шах был официально коронован как шах после своей карательной кампании против грузин. На Кавказе династия Каджаров навсегда потеряла многие из «неотъемлемых» территорий Персии, захваченных Российской империей в течение XIX века, включая современные Грузию, Дагестан, Азербайджан и Армению. Несмотря на свои территориальные потери, Каджарский Иран сохранил свою политическую независимость и заново возродил иранское понятие царской власти.

## История

### Происхождение
Вожди племени Каджаров были членами секты Карагёз или «Чёрноглазых» каджаров, которые сами были членами одноимённого племени каджаров или «Чёрных шляп» тюрков-огузов. Каджары впервые поселились в монгольский период в окрестностях Армении и были среди семи племён кызылбашей, которые поддерживали Сефевидов . Сефевиды «оставили Арран (нынешняя Азербайджанская Республика) местным тюркским ханам» и «в 1554 году Гяндже правил Шахверди Солтан Зиядоглу Каджар, чья семья приехала править Карабахом на юге Аррана».
Каджары занимали ряд дипломатических и губернаторских должностей в XVI—XVII веках во времена правления династии Сефевидов. Каджары были расселены шахом Аббасом I по всему Ирану. Многие из них поселились в Астарабаде (современный Горган, Иран) недалеко от юго-восточного побережья Каспийского моря и именно эта ветвь Каджаров смогла прийти к власти. Непосредственный предок династии Каджаров, Шах Коли Хан из Куванлу Гянджи женился на Куванлу Каджарах из Астарабада. Его сын Фатх-Али-хан был известным военачальником во времена правления сефевидских шахов Султана Хусейна и Тахмаспа II . Он был убит по приказу Надир-шаха в 1726 году. Сын Фатха-Али-хана Мухаммед Хасан-хан Каджар (1722—1758 годы) был отцом Ага Мохаммад Хана Каджара и Хоссейна Коли-хана, отца «Баба Хана», будущего Фатх Али-шаха Каджара . Мухаммед Хасан-хан был убит по приказу Карим-хана из династии Зенды .
В течение 126 лет между упадком государства Сефевидов и возвышением Насера ад-Дин Шаха, Каджары превратились из племени пастухов-воинов с цитаделями в северной Персии в персидскую династию со всеми атрибутами персидско-исламской монархии.

### Путь к власти
«Как практически каждая династия, правившая Персией с XI века, Каджары пришли к власти при поддержке тюркских племён, используя образованных персов в своей бюрократии». В 1779 году, после смерти Карим-хана из династии Зенды, Ага Мохаммад Шах Каджар, лидер каджаров, вознамерился объединить Иран. Мохаммад Шах был известен как один из самых жестоких правителей даже по меркам Ирана XVIII-го века. В своём стремлении к власти он разрушал города, истреблял целые народы и ослепил около 20 000 человек в городе Керман, потому что местное население решило вместо капитуляции защищалось до конца.
Армия Каджаров в то время в основном состояла из туркмен и грузинских рабов. К 1794 году Мохаммад Шах устранил всех своих соперников, включая Лота Али-хана, последнего из династии Зандов. Он восстановил персидский контроль над территориями на всём Кавказе. Ага Мохаммад перенёс свою столицу в Тегеран, на тот момент деревня недалеко от руин древнего города Рей. В 1796 году он был официально коронован как шах. В 1797 году Мохаммад Шах Каджар был убит в Шуше, столице Карабахского ханства, и ему наследовал его племянник Фетх-Али Шах Каджар.

### Возвращение Грузии и остального Кавказа
В 1744 году Надир-шах посадил на царствование в Картли и Кахетии Теймураза II и его сына Ираклия II, соответственно, в качестве награды за их лояльность. Когда Надир-шах умер в 1747 году, они воспользовались хаосом, разразившимся в остальной части Персии, и провозгласили независимость. После смерти Теймураза II в 1762 году Ираклий II взял на себя контроль над Картли и объединил два царства в личный союз в Картли-Кахетинское царство, став первым грузинским правителем, который правил над политически единой Восточной Грузией за три столетия. Примерно в то же время Карим-хан Зенд взошёл на персидский трон; Ираклий II быстро де-юре изъявил покорность новому персидскому правителю, однако де-факто оставался независимым. В 1783 году Ираклий II принял протекторат Российской Империи по результатам Георгиевского трактата. В последние несколько десятилетий XVIII-го века Грузия стала более важным элементом в ирано-российских отношениях, чем некоторые провинции северной материковой Персии, такие как Мазендеран или даже Гилян. В отличие от Петра Великого, Екатерина II, тогдашний правящий монарх России, рассматривала Грузию как стержень своей кавказской политики, поскольку намерения России заключались в использовании её в качестве базы для операций против Персии и Османской империи, оба государства являлись ближайшими геополитическими соперниками России. Кроме того, было бы идеально иметь ещё один порт на грузинском побережье Чёрного моря. Ограниченный российский контингент в составе двух пехотных батальонов с четырьмя артиллерийскими орудиями прибыл в Тбилиси в 1784 году, но был выведен, несмотря на протесты грузин, в 1787 году, когда началась новая война против Османской империи.

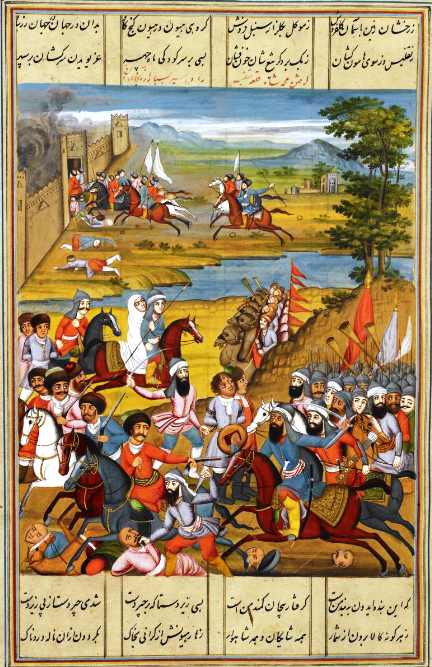
Взятие Тбилиси Ага Мухаммад Шахом. Персидская миниатюра эпохи Каджаров из Британской библиотеки.

Последствия этих событий наступили несколько лет спустя, когда новая сильная персидская династия под руководством Каджаров вышла победителем в затяжной борьбе за власть в Персии. Их глава, Ага Мохаммед Шах, в качестве своей первой цели решил снова полностью подчинить Кавказ персидской орбите. Для Ага Мохаммад Шаха повторное подчинение и реинтеграция Грузии в Персидскую империю были частью того же процесса, который привёл под его власть Шираз, Исфахан и Тебриз. Он рассматривал, как и Сефевиды и Надир-шах до него, территории, ничем не отличные от территорий остальной Персии. Грузия была провинцией Персии, как и Хорасан. Как говорится в «Кембриджской истории Ирана», её постоянное отделение было немыслимо, и ему приходилось сопротивляться ему так же, как сопротивляться попытке отделения Фарса или Гиляна. Поэтому для Ага Мохаммад Шаха было естественным предпринять все необходимые меры на Кавказе для подчинения и воссоединения недавно потерянных регионов после смерти Надер-шаха и кончины зендов, в том числе подавление того, что в глазах персов считалось изменой со стороны вали Грузии.
Уличив момент мира во время внутренних дрязг и обеспечив безопасность северной, западной и центральной Персии, персы потребовали от Ираклия II отказаться от договора с Россией и вновь принять персидский сюзеренитет в обмен на мир и безопасность его царства. Османы, соперник Персии, впервые за четыре столетия признали права последнего на Картли и Кахети. Ираклий тогда обратился к своему теоретическому защитнику, российской императрице Екатерине II, с просьбой предоставить не менее 3000 русских войск, но его просьбу проигнорировали, оставив Грузию в одиночку отражать персидскую угрозу. Тем не менее, Ираклий II всё же отверг ультиматум Ага Мохаммад Шаха.
В августе 1795 года Ага Мохаммад Шах переправился через реку Аракс, и после получения поддержки от подчинённых ему ханов Эривани и Гянджи вновь захватил территории, включая части Дагестана на севере и в других регионах вплоть до самой западной границы современной Армении на западе он направил Ираклию последний ультиматум, который тот также отклонил, но отправил курьеров в Санкт-Петербург. Гудович, сидевший в то время в Георгиевске, посоветовал Ираклию избегать «расходов и суеты» в то время как Ираклий вместе с Соломоном II и некоторыми имеретинцами направился на юг от Тбилиси, чтобы отбиваться от персов.
Когда половина войска Ага Мохаммад Шаха пересекла реку Аракс, он двинулся прямо на Тбилиси, где началась великая битва между персидской и грузинской армиями. Ираклию удалось мобилизовать около 5000 солдат, в том числе около 2000 из соседней Имеретии при его царе Соломоне II. Грузины, безнадёжно меньшинстве, были в конце концов побеждены, несмотря на упорное сопротивление. Через несколько часов персидский царь Ага Мохаммад Шах получил полный контроль над столицей Грузии. Персидское войско двинулось назад, нагруженное добычей и угнавшее множество тысяч пленных.
Таким образом, после завоевания Тбилиси и фактического контроля над Восточной Грузией. Ага Мохаммад был официально коронован шахом в 1796 году на равнине Муган. Как отмечает Кембриджская история Ирана; «Подопечная России, Грузия, была наказана, а престиж России пострадал». Ираклий II вернулся в Тбилиси, чтобы восстановить город, но разрушение его столицы нанесло смертельный удар его надеждам и планам. Узнав о падении Тбилиси, генерал Гудович возложил вину на самих грузин. Чтобы восстановить престиж России, Екатерина II объявила войну Персии по предложению Гудовича, и послала армию Валериана Зубова во владения Каджаров в апреле того же года, но новый царь Павел I, сменивший Екатерину, вскоре об этом решил забыть.
Позднее Ага Мохаммад Шах был убит во время подготовки второго похода против Грузии в 1797 году в Шуше. Переоценка персидской гегемонии над Грузией длилась недолго; в 1799 году русские вошли в Тбилиси, через два года после смерти Ага Мохаммад Шаха. Следующие два года были временем неразберихи, ослабленное и опустошённое Грузинское царство со столицей, наполовину лежащей в руинах, было легко поглощено Россией в 1801 году. Поскольку Персия не могла допустить уступку Закавказья и Дагестана, которые веками входили в состав Персии также напрямую приведёт к войнам даже несколькими годами позже, а именно Русско-персидской войне (1804—1813 годов) и Русско-персидская война (1826—1828 годов), которая в конечном итоге приведёт к безвозвратной принудительной передаче вышеупомянутых регионов Российской империи в соответствии с Гюлистанским мирным договором и Туркманчайским мирным договором, поскольку древние связи могли быть разорваны только могущественными силами извне. Следовательно, было также неизбежно, что преемник Ага Мохаммад Шаха, Фатх Али-шах (под которым Персия возглавила две вышеупомянутые войны), будет следовать той же политике восстановления центральной власти Персии к северу от рек Аракс и Кура.

### Войны с Россией и безвозвратная потеря территорий

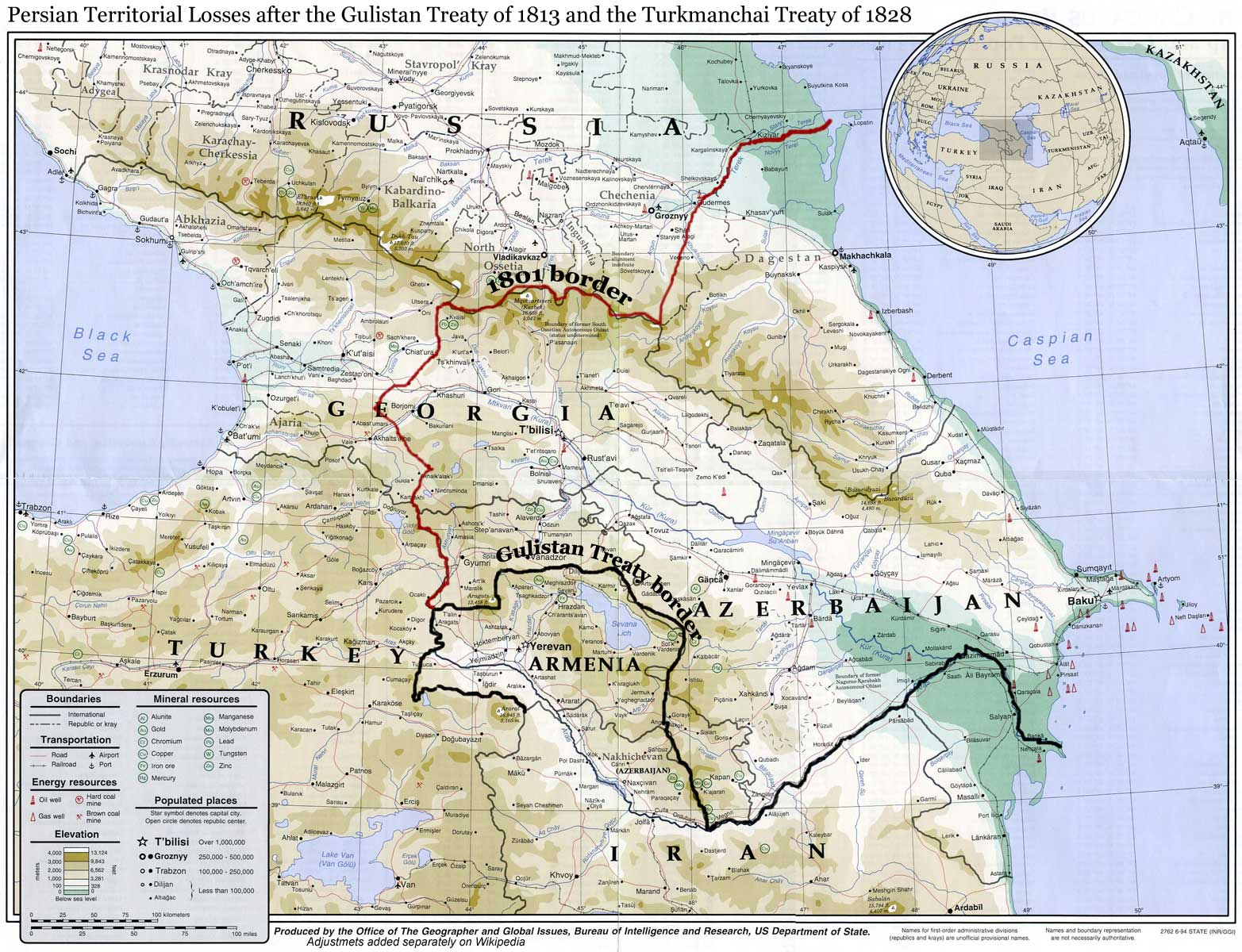
Карта, показывающая северо-западные границы Персии в XIX веке, включая Восточную Грузию, Дагестан, Армению и Азербайджан, до того, как она была вынуждена уступить территории Российской империи в результате двух русско-персидских войн XIX века.

12 сентября 1801 года, через четыре года после смерти Ага Мохаммад Шаха Каджара, русские воспользовались моментом и аннексировали Картли-Кахети. В 1804 году русские напали на персидский город Гянджи и разграбили его, уничтожив и изгнав тысячи его жителей тем самым начав русско-персидскую войну 1804—1813 годов. При Фатх Али-шахе Каджары намеревались сражаться против вторгшихся войск Российской империи, которые стремились захватить персидские территории в регионе. Этот период стал первым крупным экономическим и военным посягательством на персидские интересы в колониальную эпоху. Армия Каджаров потерпела крупное военное поражение в войне, и по условиям Гюлистанского мирного договора 1813 года Персия была вынуждена уступить большую часть своих кавказских территорий, включая современные Грузию, Дагестан и большую часть Азербайджана.
Примерно десять лет спустя, в нарушение Гюлистанского мирного договора, русские вторглись в иранское Эриванское ханство. Это вызвало новую войну между ними (Русско-персидская война 1826—1828 годов). Это закончилось ещё более катастрофически для Каджарской Персии с временной оккупацией Тебриза и подписанием Туркманчайского мирного договора в 1828 году, признавшего суверенитет России над всем Южным Кавказом и Дагестаном, а также, следовательно, уступкой того, что сейчас является Арменией и Азербайджаном, новая граница между Россией и Персией была установлена по реке Аракс. В соответствии с этими двумя договорами Персия в течение XIX века безвозвратно потеряла территории, которые веками составляли часть территорий Персии. Территория к северу от реки Аракс, среди которой территория современной Азербайджанской Республики, восточной Грузии, Дагестана и Армении была территорией Ирана, до тех пор, пока они не были оккупированы Россией в течение XIX века.
Как дальнейший прямой результат и последствие Гюлистанского и Туркманчайского договоров 1813 и 1828 годов соответственно, бывшие персидские земли стали частью России примерно на следующие 180 лет, за исключением Дагестана, который с тех пор остаётся российским владением. Из большей части территории в результате распада Советского Союза в 1991 году образовались три отдельных республики как Грузия, Азербайджан, Армения. И, наконец, что не менее важно, в результате принуждения Россией к двум договорам, она также решительно разделила азербайджанцев («татар» или «тюрок» по терминологии того времени) и талышей между двумя странами.

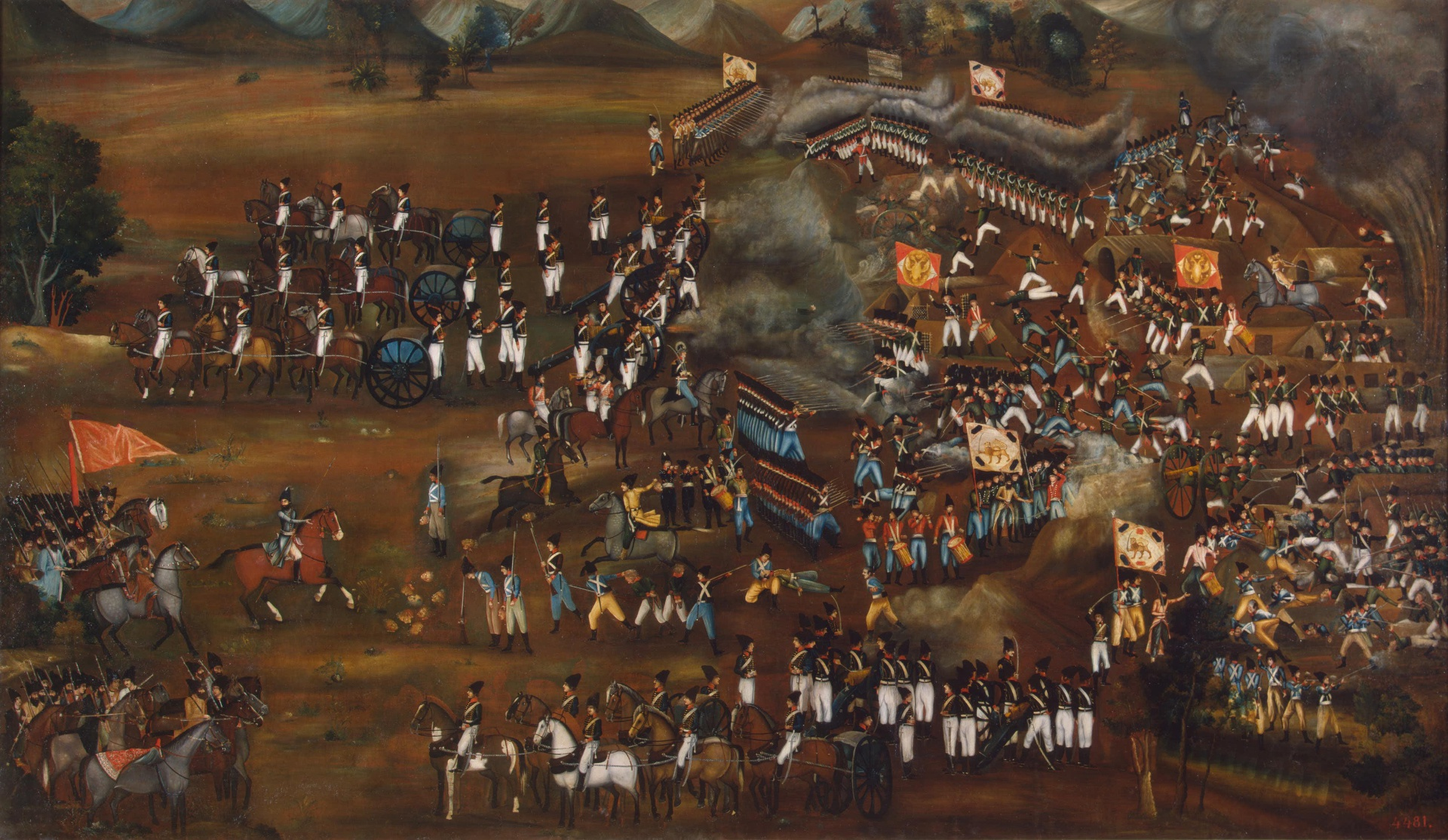
Битва при Султан-Буде 13 февраля 1812 года. Эрмитаж.
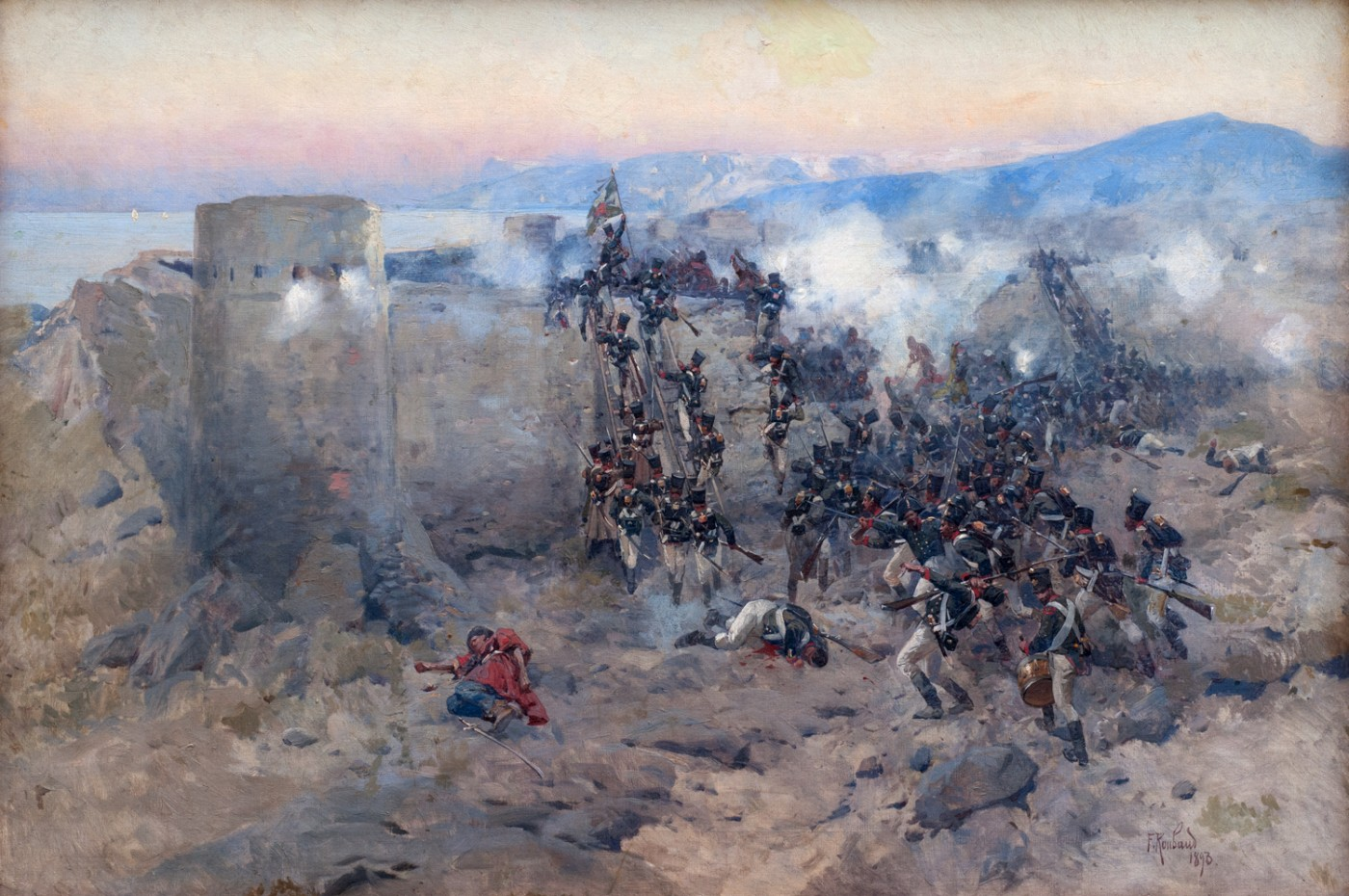
Штурм Ленкорани 13 января 1813 года. Франц Рубо .
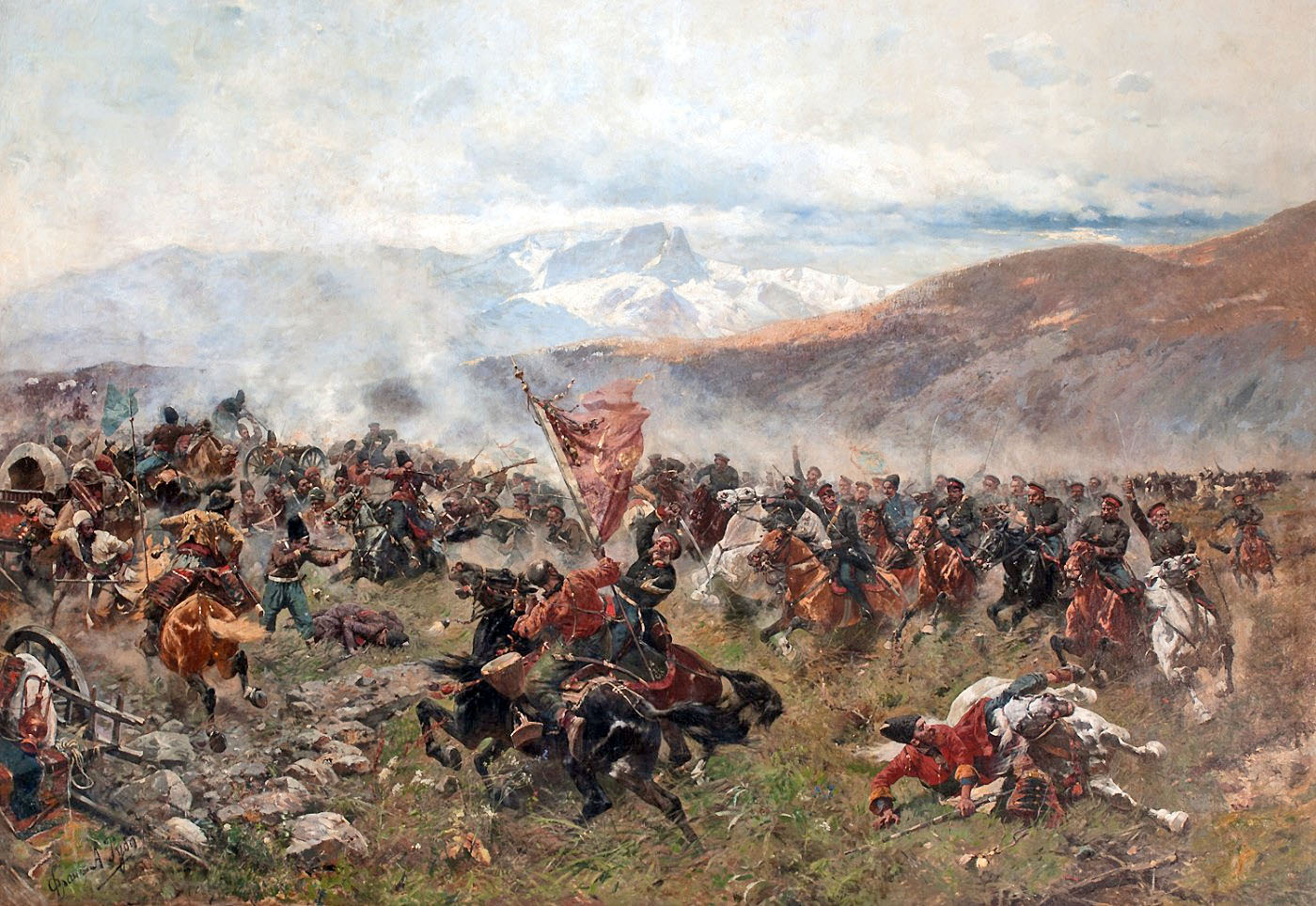
Сражение под Елисаветполем 1826 года. Франц Рубо. Часть коллекции Исторического музея, Баку .

#### Миграция кавказских мусульман
После официальной утраты вышеупомянутых обширных территорий на Кавказе должны были произойти серьёзные демографические сдвиги. Территории Персии, с собственно говорящим на персидском населении, были потеряны со всеми его жителями. После войны 1804—1814 годов, а также после войны 1826—1828 годов, в результате которой были уступлены последние территории, крупные беженцы, так называемые кавказские мухаджиры, начали мигрировать в центральную Персию. Некоторые из этих групп включали айрумов, карапапаков, черкесов, шиитов-лезгин и других закавказских мусульман.

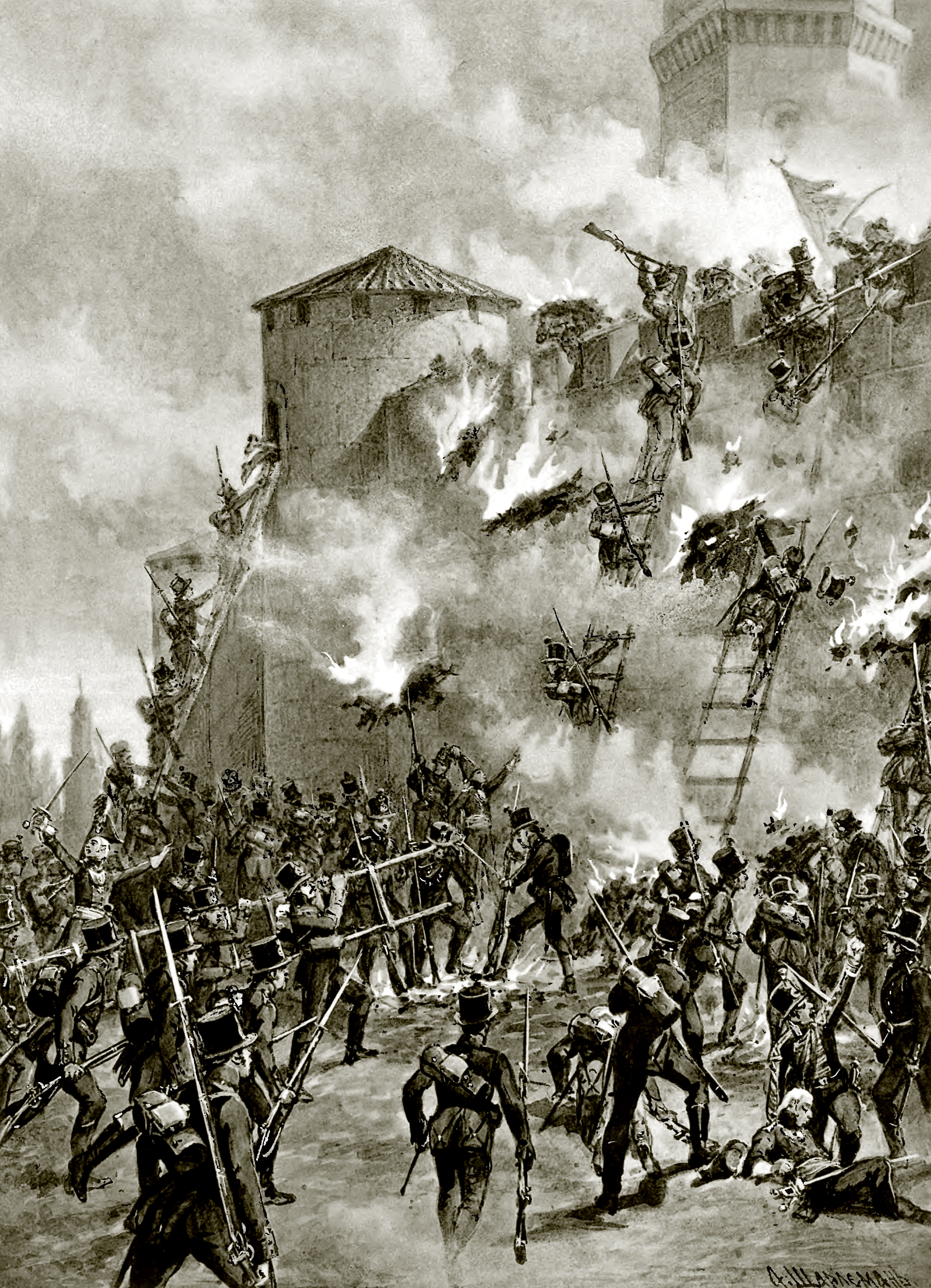
А. Шарлемань «Взятии штурмом крепости Гянджи 16-го (4-го) января 1804 года». 1892 год.

После штурма Гянджи 1804 года во время русско-персидской войны (1804—1813 годов) в Тебризе поселились много тысячи айрумов и карапапаков. В течение оставшейся части войны 1804—1813 годов, а также в течение войны 1826—1828 годов, большая часть айрумов и карапапаков, которые всё ещё оставались на недавно завоёванных Россией территориях, были выселены русскими и мигрировали в Негеде (в настоящее время Провинция Западный Азербайджан Ирана). Как говорится в Кембриджской истории Ирана ; «Неуклонное наступление российских войск вдоль границы на Кавказе, жестокие карательные экспедиции и плохое управление генерала Ермолова вынудили большое количество мусульман и даже некоторых грузинских христиан покинуть Иран».
В 1864 году до начала XX века произошло ещё одно массовое изгнание мусульман Кавказа в результате победы России в Кавказской войне. Другие просто добровольно отказались жить под христианским управлением православной России и, таким образом, уехали в Турцию или Персию. Эти миграции снова, в сторону Персии, включали массы кавказских азербайджанцев, других закавказских мусульман, а также многих северокавказских мусульман, таких как черкесы, шииты-лезгины и лакцы. Многие из этих переселенцев сыграли решающую роль в дальнейшей истории Персии, поскольку они составили большую часть бойцов Персидской казачьей бригады, которая была создана в конце XIX веке. Первоначально бригада будет полностью состоять из черкесов и других кавказских мухаджиров. Эта бригада сыграет решающую роль в следующие десятилетия в истории Каджаров.
Кроме того, Туркманчайский договор 1828 года включал официальное право Российской империи поощрять переселение армян из Персии на недавно завоёванные Россией территории. До середины XIV века армяне составляли большинство в Восточной Армении. В конце XIV века, после походов Тимура, ислам стал доминирующей религией, а армяне стали меньшинством в Восточной Армении. После столетий постоянной войны на армянском нагорье многие армяне решили эмигрировать и переселиться в другие места. После массового переселения армян и мусульман шахом Аббасом I в 1604—1605 годов их численность ещё больше уменьшилась.
Во время российского вторжения в Персию около 80 % населения Эриванского ханства в персидской Армении были мусульманами (персы, тюрки и курды), тогда как армяне-христиане составляли меньшинство около 20 %. В результате Гюлистанского (1813 год) и Туркманчайского (1828 год) мира Персия была вынуждена уступить персидскую Армению русским. После того, как Россия захватила персидскую Армению, этнический состав изменился, и, таким образом, впервые за более чем четыре столетия этнические армяне снова начали составлять большинство в одной части исторической Армении. Академическая «Кембриджская история Ирана» отмечает: «В результате армяне снова стали большинством на восточной части своей исторической родины».
Правление Фатх Али Шаха ознаменовалось расширением дипломатических контактов с Западом и началом интенсивного дипломатического соперничества Европы из-за Персии. Его внук Мохаммад-шах, попавший под влияние России и предпринявший две безуспешные попытки захватить Герат, стал его преемником в 1834 году. После смерти Мохаммад-шаха в 1848 году наследование перешло к его сыну Насер ад-Дину, который оказался самым способным и успешным из Каджаров. Он основал первую современную больницу в Персии.

### Развитие и упадок

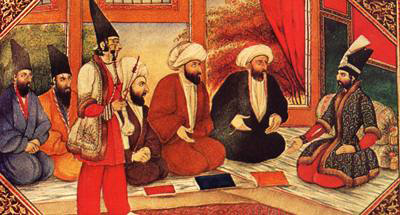
Муллы в присутствии шаха. Стиль живописи отчётливо каджарский.

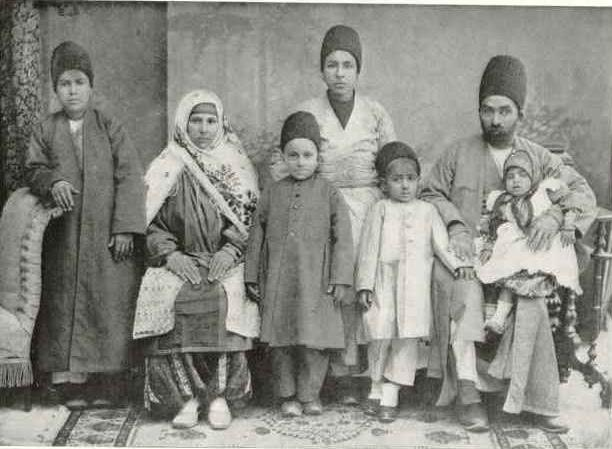
Зороастрийская семья в Каджарском Иране.

Во время правления Насер ад-Дин Шаха в Персию были внедрены западные науки, технологии и методы обучения, началась модернизация страны. Насер ад-Дин Шах пытался использовать взаимное недоверие между Великобританией и Россией для сохранения независимости Персии, но иностранное вмешательство и территориальные посягательства при его правлении усилились. Он не смог предотвратить вторжение Великобритании и России в регионы традиционного персидского влияния. В 1856 году во время англо-персидской войны Великобритания помешала Персии восстановить контроль над Гератом. Город был частью Персии во времена империи Сефевидов, но Герат находился под властью неперсидских властителей с середины XVIII века. Британия также распространила свой контроль на другие районы Персидского залива в XIX веке. Между тем, к 1881 году Россия завершила своё завоевание нынешних Туркменистана и Узбекистана, приблизив свою границу к северо-восточным границам Персии и разорвав исторические связи Персии с городами Бухара и Самарканд. Несколько торговых уступок персидского правительства поставили экономические дела в значительной степени под британский контроль. К концу XIX века многие персы считали, что их правители исполняют иностранные интересы.
Амир-Кабир был советником и констеблем молодого принца Насер ад-Дина. После смерти Мохаммад Шаха в 1848 году Мирза Таки в значительной степени отвечал за обеспечение престолонаследия наследного принца. Когда Насер ад-Дин вступил на престол, Амир-Кабир был удостоен должности Великого визиря.
В то время Персия была почти банкротом. В течение следующих двух с половиной лет Амир-Кабир инициировал важные реформы практически во всех секторах общества. Государственные расходы были сокращены, и было проведено различие между частными и государственными секторами. Были пересмотрены инструменты центрального управления, и Амир-Кабир взял на себя ответственность за все сферы бюрократии. Иностранное вмешательство во внутренние дела Персии было ограничено, а внешняя торговля поощрялась. Были предприняты общественные работы, такие как постройка базара в Тегеране. Амир-Кабир издал указ, запрещающий вычурное и чрезмерно формальное написание в правительственных документах; Начало современной персидской прозы относится к этому времени.

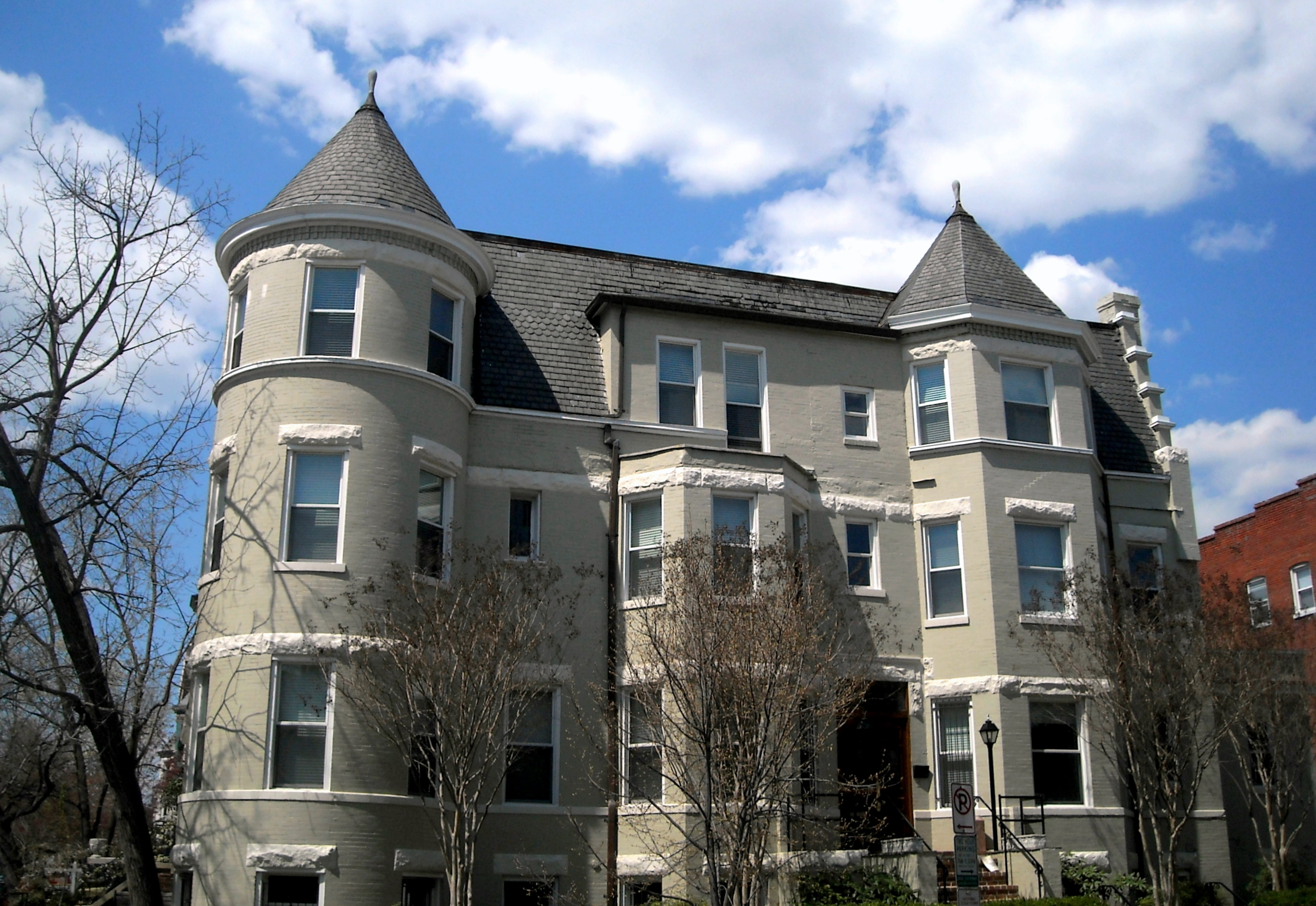
Бывшая персидская миссия в Вашингтоне, округ Колумбия

Одним из величайших достижений Амира-Кабира было здание Дар ул-Фунуна в 1851 году, первого современного университета в Персии и на Ближнем Востоке. Дар ул-Фунун был основан для обучения новых кадров администрации и ознакомления их с западными методами управления. Это положило начало современному образованию в Персии. Амир-Кабир приказал построить школу на окраине Тегерана, чтобы при необходимости её можно было расширять. Он нанял французских и русских преподавателей, а также персов, чтобы они преподавали такие разные предметы, как язык, медицина, право, география, история, экономика, инженерное дело и многое другое. Амир-Кабир не прожил достаточно долго, чтобы увидеть завершение своего памятника, который до сих пор стоит в Тегеране.
Этим реформам противодействовали различные лица, которые были исключены из правительства. Они считали Амира-Кабира выскочкой и угрозой своим интересам и сформировали против него коалицию, в которой активно участвовала королева-мать. Она убедила молодого шаха, что Амир-Кабир хочет узурпировать трон. В октябре 1851 года шах уволил его и сослал в Кашан, где он был убит по приказу шаха. Благодаря браку с Эззат ад-Долехой Амир Кабир был зятем шаха.

### Конституционная революция

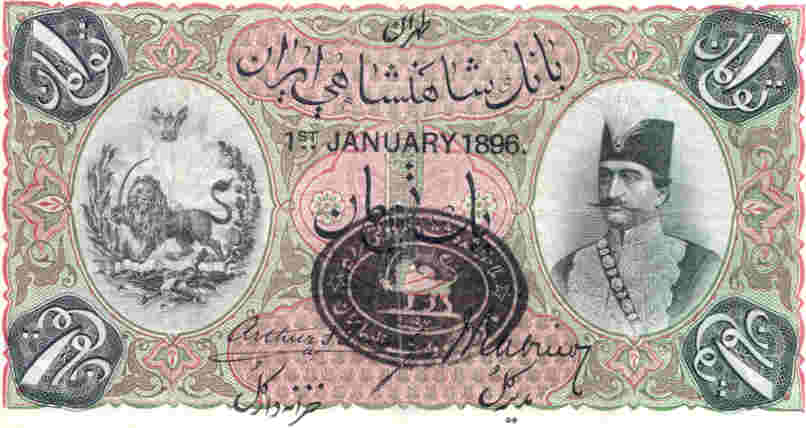
Денежная купюра эпохи Каджаров с изображением Насера ад-Дина Шаха Каджара.

Когда Насер ад-Дин Шах Каджар был убит Мирзой Резой Кермани в 1896 году корона перешла к его сыну Мозафереддину-шаху. Мозафереддин-шах был умеренным, но относительно неэффективным правителем. Королевские экстравагантности совпали с неадекватной способностью обеспечить доход государства, что ещё больше усугубило финансовые проблемы Каджаров. В ответ шах получил в России два крупных кредита (частично для финансирования личных поездок в Европу). Общественное недовольство усилилось, когда шах продал концессии — такие как монополии на строительство дорог, право взимать пошлины с импорта и т. д. — британцам в обмен на щедрые выплаты шаху и его чиновникам. Потребность населения обуздать произвол шахской власти в пользу верховенства закона возросла по мере усиления обеспокоенности по поводу растущего иностранного проникновения и влияния.

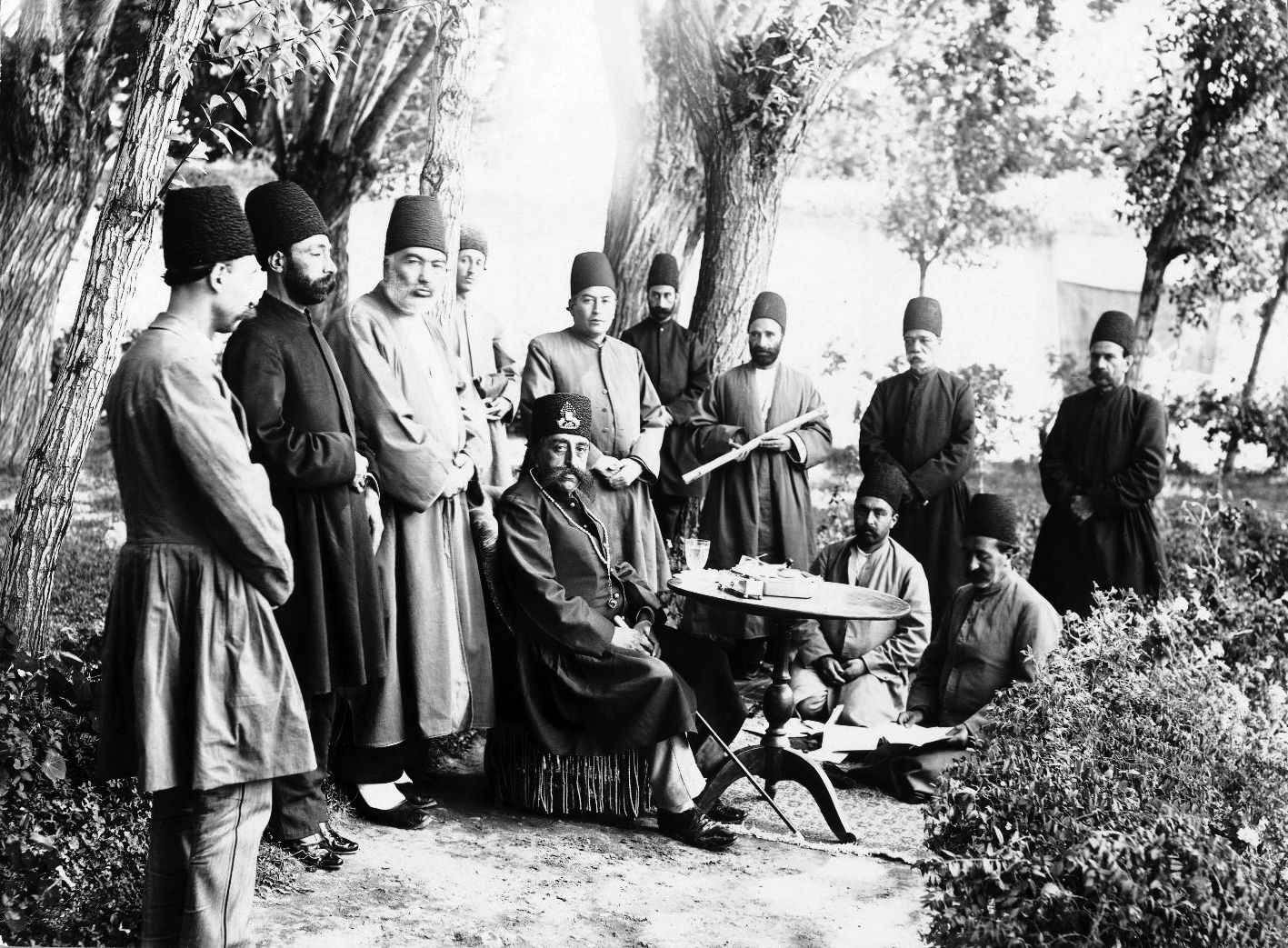
Мозафереддин-шах и его свита в саду. Одна из 274 старинных фотографий (Бруклинский музей)

Неспособность шаха отреагировать на протесты религиозного истеблишмента, торговцев и других классов заставила купцов и духовных лидеров в январе 1906 года укрыться от вероятных арестов в мечетях Тегерана и за пределами столицы. Когда шах отказался от обещания с подданными и разрешить им создание «Дома правосудия» или консультативного собрания, 10 000 человек во главе с купцами укрылись в июне на территории британской миссии в Тегеране. В августе шах своим указом пообещал конституцию. В октябре было созвано выборное собрание, которое разработало конституцию, которая предусматривала строгие ограничения шахской власти, создание выборного парламента или меджлиса с широкими полномочиями по представлению народа и правительства с кабинетом, подлежащим утверждению меджлисом. Шах подписал конституцию 30 декабря 1906 года, но, отказавшись передать всю свою власть меджлису, приложил оговорку, которая постановила, что для принятия закона необходима подпись шаха на всех документах. Он умер пять дней спустя. Дополнительные законы, принятые в 1907 году, в определённых пределах предусматривали свободу печати, слова и ассоциации, а также безопасность жизни и собственности. Однако надежды на конституционное правление не оправдались.

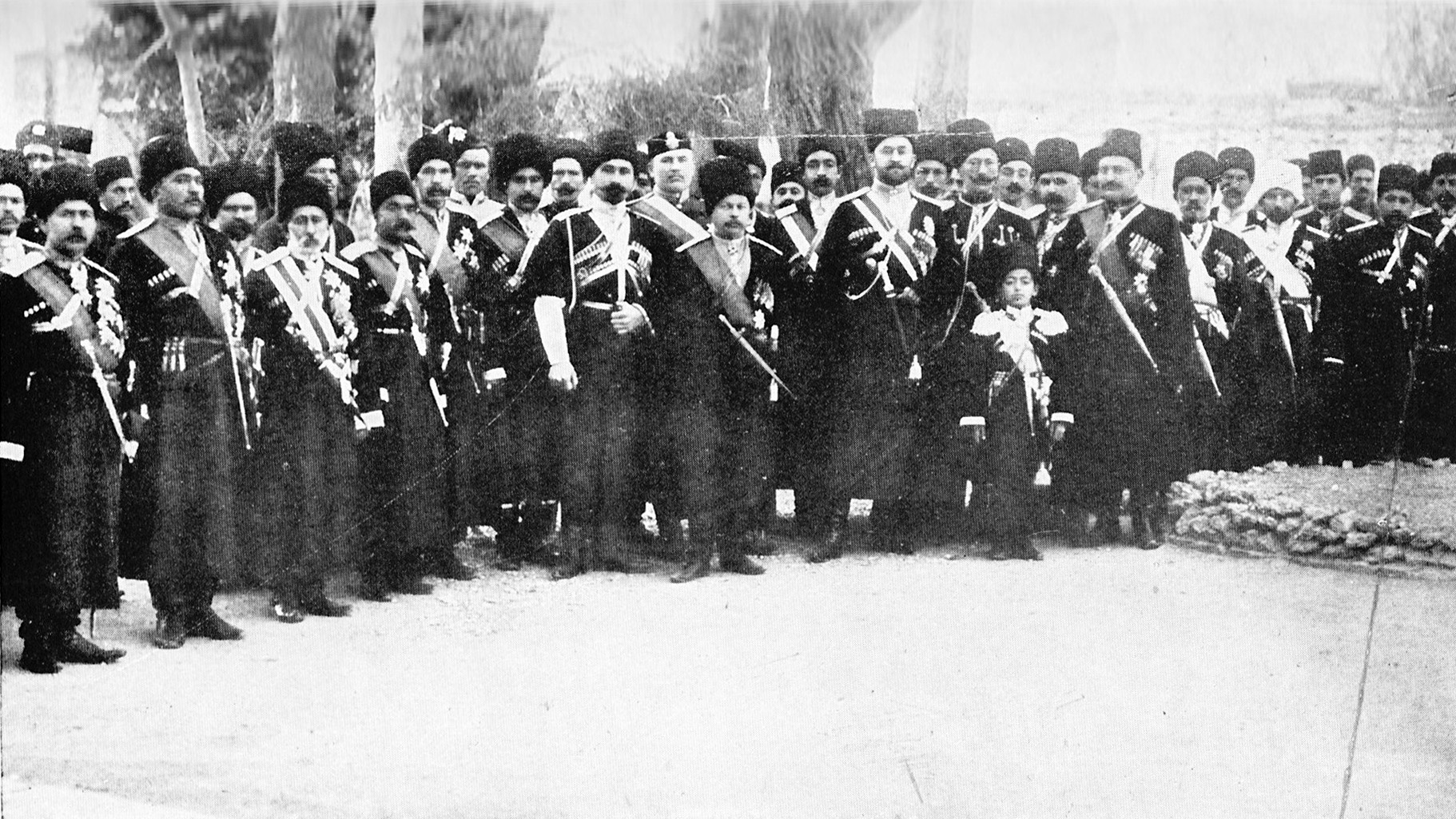
Персидская казачья бригада в Тебризе в 1909 году.

Сын Мозафереддина-шаха Мохаммад Али-шах, который через свою мать был также внуком бывшего великого визиря Амира-Кабира, с помощью России попытался отменить конституцию и упразднить парламентское правление. После нескольких споров с членами Меджлиса, в июне 1908 года он использовал свою персидскую казачью бригаду почти полностью состоящую из кавказских мухаджиров, чтобы напасть на здание Меджлиса, арестовать многих депутатов (декабрь 1907 года) и закрыть собрание (июнь 1908 год). Сопротивление шаху, однако, усилилось в Тебризе, Исфахане, Реште и в других местах. В июле 1909 года конституционные силы прошли маршем из Рашта в Тегеран во главе с Мохаммадом Вали-ханом Толекабони , они свергли шаха и восстановили конституцию (экс-шах уехал в ссылку в Россию, жил в Одессе, в 1920 году уехал во Францию, умер в Сан-Ремо в Королевстве Италия в апреле 1925 года. Каждый будущий шах Персии тоже умрёт в изгнании).
16 июля 1909 года Меджлис проголосовал за то, чтобы поставить на трон 11-летнего сына Мохаммеда Али-шаха, Ахмад-шаха. Хотя конституционные силы победили, они столкнулись с серьёзными трудностями. Революция и гражданские войны подорвали стабильность и торговлю. Кроме того, экс-шах при поддержке России попытался вернуть себе престол, высадив войска в июле 1910 года. Надежда на то, что революция откроет новую эру независимости от великих держав, закончилась, когда в рамках англо-русского соглашения 1907 года Великобритания и Россия согласились разделить Персию на сферы влияния. Русские должны были пользоваться исключительным правом преследовать свои интересы в северной части страны, британцы на юге и востоке; обе державы смогут свободно конкурировать за экономическое и политическое преимущество в нейтральной сфере в центре. Ситуация достигла апогея, когда Морган Шустер, американец нанятый персидским правительством в качестве генерального казначея для реформирования его финансов, попытался собрать налоги с влиятельных чиновников, которые были российскими протеже, и направить членов жандармерии казначейства, налогового департамента в русскую зону. Когда в декабре 1911 года Меджлис единогласно отклонил российский ультиматум с требованием отставки Шустера, русские войска, уже находившиеся в стране, двинулись на столицу. Чтобы предотвратить это, 20 декабря вожди бахтиаров и их войска окружили здание Меджлеса, вынудили принять российский ультиматум и закрыли собрание, в очередной раз приостановив действие конституции.

### Первая мировая война и связанные с ней события
Хотя Каджарская Персия объявила о строгом нейтралитете в первый день ноября 1914 года (что подтверждалось каждым последующим правительством после этого) соседняя Османская империя вторглась в Персию относительно вскоре после этого, в том же году. В то время значительная часть Персии находилась под жёстким российским влиянием и контролем, а с 1910 года российские войска находились внутри страны, в то время как во многих её городах находились русские гарнизоны. По последней причине, как утверждает профессор д-р Турадж Атабаки, декларирование нейтралитета было бесполезным, тем более что у Персии не было сил для реализации этой политики.
В начале войны османы вторглись в Иранский Азербайджан. Там будут происходить многочисленные столкновения между русскими, которым в дальнейшем помогали ассирийцы под командованием Ага-Петроса, а также армянские добровольческие отряды и батальоны, и османы с другой стороны. Однако с наступлением революции в России в 1917 году и последующим выводом большей части российских войск османы получили явное преимущество в Персии и на некоторое время аннексировали большую его часть. Между 1914—1918 годами османские войска уничтожили тысячи ассирийцев и армян Персии в рамках геноцида ассирийцев и армян соответственно.
Война в Персии продлится до Мудросского перемирия в 1918 году.

### Падение династии
Ахмад-шах Каджар родился 21 января 1898 года в Тебризе и вступил на престол в 11 лет. Однако оккупация Персии во время Первой мировой войны русскими, британскими и османскими войсками была ударом, от которого Ахмад-шах так и не оправился.
В феврале 1921 года Реза Пехлеви, командир персидской казачьей бригады, устроил государственный переворот, став новым правителем Персии. В 1923 году Ахмад-шах отправился в изгнание в Европу. Реза Пехлеви убедил Меджлис низложить с трона Ахмад-шаха в октябре 1925 года и навсегда исключить династию Каджаров из престолонаследия в Персии. Резу Пехлеви впоследствии провозгласили монархом Персии, он правил с 1925 по 1941 год.

Ахмад-шах умер 21 февраля 1930 года в Нёйи-сюр-Сен, Франция. 

## Государственное управление
В начале правления Фатх Али Шаха Персия была разделена на 5 крупных провинций и большое количество более мелких: около 20 провинций в 1847 году, 39 в 1886 году и 18 в 1906 году. В 1868 году большинство губернаторов провинций были князьями из племени Каджаров.
Правительство воспринималось как собственность шаха. Тот факт, что главная функция правительства заключалась в сборе налогов, ещё более подчеркивал это представление. Каджарские принцы, в целом господствовавшие во всех сферах управления, были главным образом сосредоточены на губернаторских постах, где воплощались в жизнь два атрибута шахского правительства, а именно, осуществление власти и сбор налогов. Предоставлению, что власть принадлежит шахскому семейству, придерживались до такой степени, что в качестве губернаторов часто посылались десятилетние мальчики, сопровождаемые советниками, занимавшимися ежедневными аспектами управления. Либо, как вариант, принцы, обладавшие властью над многочисленными провинциями, оставались в Тегеране и посылали от себя уполномоченных для управления ими. Такие бюрократические должности, как визирь (финансовый советник) и наиб аль-хукума (заместитель губернатора, действовавший в качестве губернатора от имени принца), только усиливали применение идеализированного представления (что осуществление власти принадлежит Каджарам) по отношению к реальной ситуации (что старшие каджарские принцы не могли напрямую управлять каждой из вверенных им провинций).
Почти все из лиц, которых Бенджамин, первый американский посол ко двору шаха, упоминает как наиболее могущественных, были принцами. Список губернаторов на 1879—1880, приведенный в «Мунтазам-и Насири», только подтверждает этот момент. Старший сын шаха, Зилль ас-Султан, управлял Исфаханом, Йездом, Буруджирдом, Араком, Хузистаном и Луристаном. Кямран Мирза, регент и другой сын шаха, в дополнение к занятию важного поста военного министра и министра торговли, был также губернатором Тегерана, Гиляна, Мазандарана, Астрабада, Фирузкуха, Демавенда, Кума, Малайира, Туйсиркана, Нихавенда, Саве, Заранда и Шахсевана. Он также заведовал распределением средств среди улемов и был их официальным представителем при шахе. Наследный принц был традиционным губернатором Азербайджана. Провинцией Фарс управлял дядя шаха Фархад Мирза Мутамид ад-Довла, и ещё один дядя, Хишмат ад-Довла, был губернатором Кирманшаха. Султан Ахмед Мирза Азад аль-Довла, кузен и зять шаха, был губернатором Казвина. Каджарские принцы, в дополнение к портфелям военного министра и министра торговли, также занимали посты министра юстиции и министра науки. Ситуация была аналогичной и в другие годы главными провинциями управляли каджарские принцы, и наследный принц всегда был губернатором Азербайджана. На протяжении сорока восьми лет царствования Насреддин Шаха, провинция Фарс управлялась не-каджарскими принцами всего лишь четыре года, и даже в этом случае такими представителями шахских домочадцев, как Яхъя Хан Мутамид аль-Мюльк, который был женат на единокровной сестре шаха.
Министры, по большей части бывшими в данном случае советниками шаха, были шахскими домочадцами, но редко принцами. Важное исключение было сделано в отношении поста военного министра. В 1868 году Кямран Мирза был назначен военным министром в возрасте тринадцати лет. Ему помогал дядя шаха, Фируз Мирза Нусрат аль-Довла. За исключением периода 1871-1879 годов, Кямран Мирза оставался на этом посту до самой смерти своего отца в 1896 году. Однако привилегия сбора и содержания армии была одной из немногих атрибутов шахской власти в Каджарском Иране. В этом отношении показателен фирман Насреддин Шаха (без даты, но вероятно, изданный после отставки Мирзы Хусейн Хана с поста военного министра в 1879 году). В нём шах, после тщательного описания особого положения солдат в царстве, объявляет, что «пост главнокомандующего армией (сипахсалари ва риясат-и гушун) является запретной (харам) для всех, кроме членов шахского семейства».
Монополизация главных постов державы семейством шаха означала, что высшая политическая элита была преимущественно азербайджанской. Амир Кабир и Мирза Юсуф Мустоуфи аль-Мамалик, прошли свою подготовку и начали взбираться по бюрократической карьерной лестнице в Азербайджане. Таким образом, между тегеранской элитой и местными элитами имелся серьёзный разрыв. Тегеран был малопривлекателен для местных элит, поскольку для них в столице практически не было места или даже надежды на таковое. Отсутствие эффекта вытягивания со стороны Тегерана сочеталось с недостаточным эффектом выдавливания в провинциях, где местные элиты обладали властью и выполняли местные функции. Как следствие, уровень политической интеграции был минимален. Разница между центральной правящей элитой и большинством управляемых была связана как с классовой, так и этнической принадлежностью. Тегеранское правительство представляло собой правление одного общества над остальными. Это было не иранским национальным, а просто каджарским правительством. Уровень политического отчуждения отличался от провинции к провинции. Недовольство существовало везде, включая Азербайджан, но ощущение пренебрежения и отделения от политического организма наиболее сильно ощущалось в Кирмане, где основатель династии Каджаров совершил массовые убийства в начале XIX века.
Каджарские шахи считали покоренные земли личной добычей и собственностью. Их административный аппарат был продолжением их двора, и их гражданские и военные расходы были функцией их личного денежного фонда. В середине XIX века более чем 10 % бюджета Каджаров уходило на содержание каджарского племени. Они делегировали часть своей власти губернаторам провинций, обычно своим родственникам, которые обращались со своими провинциями фактически как с тиюлем, отданным им на откуп для сбора налогов и доходов, выплаты шахской доли и предоставлением в случае необходимости ополчения.

## Армия
Армия западного образца состояла из людей из различных азербайджанских племен. В основном пополнялась в Азербайджане, отчасти в Персидском Ираке, Табаристане, Гиляне, Мазендаране. В основном из тюрков. Казачью бригаду в основном набирали из тюрков Азербайджана и Казвина, а также из числа кочевников, которые жили по соседству с Тегераном, Кумом и Казвином. Также небольшое число новобранцев были персами или гилянцами. Военную службу в государстве на протяжении веков несли в основном кочевые племена. Защитное вооружение — кольчуги, наручи, шлемы, зеркала — всё ещё использовалось персидской кавалерией и аристократией. Аббас-мирза в 1804 г. отправлялся на войну в монгольской кольчуге (клепаная кольчуга «пророка Давуда», наследие Джучи-хана, сына Чингизхана) из царской сокровищницы. В составе пешей гвардии корпус шахских мушкетёров, «шах-тюфенгчи», которые состояли в основном из каджаров. Команды в армии давались на английском и азербайджанском языках. Шахсевены составляли лучшую конницу в армии. Армия Мухаммед шаха Каджара состояла из азербайджанских тюрков, которые не знали персидского языка.
В 1911 году Персидская казачья бригада на 85 % состояла из кавказских тюрков, других закавказских и северокавказских мусульман, таких как черкесы, шииты-лезгины и лакцы, а также курдских племён, и на 10 % из персов.
В 1921 году Персидская казачья бригада была объединена с жандармерией и другими войсками.

## Цитаты
1. ↑  перс. شاهنشاهی قاجار‎ Šāhanšāhi-ye Qājār.